# Elisa Zizioli
Elisa Zizioli (Brescia, 20 febbraio 1984) è una dirigente sportiva ed ex calciatrice italiana, di ruolo difensore.
Nei diciassette anni di carriera, gioca nel ruolo di difensore in Serie A, livello di vertice del campionato italiano di categoria, prima con l'Atalanta e successivamente con il Brescia. Con quest'ultima, con la quale indossa nelle ultime stagioni la fascia di capitano, si laurea Campione d'Italia al termine del campionato 2013-2014, trofeo al quale si aggiungono due Coppe Italia e una Supercoppa.

## Biografia

### Vita privata
Elisa Zizioli nasce a Brescia, primogenita di Fulvio e Nadia Zizoli: Trascorre la gioventù a Sant'Eufemia della Fonte, frazione a pochi chilometri dal capoluogo bresciano e dove il padre, tifoso ed appassionato, la incoraggia nella sua curiosità nello scoprire i primi rudimenti del calcio.
Lavora all'ASL di Rezzato con la qualifica di assistente sanitaria.

## Carriera

### Club

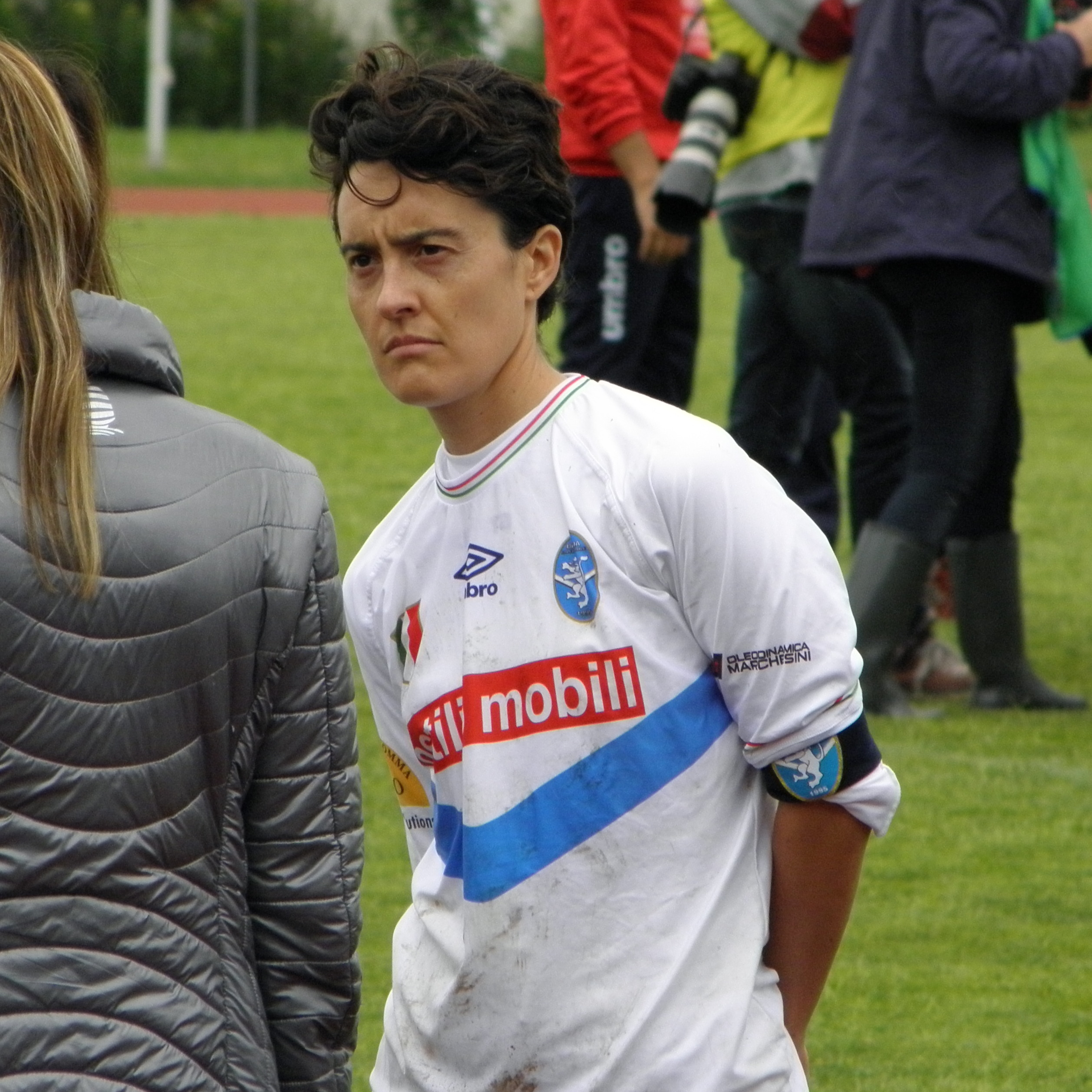
Zizioli al termine della finale di Coppa Italia 2014-2015.

Elisa inizia ad interessarsi al calcio giocato iniziando a giocare con la squadra maschile nel Centro Sportivo GS EPAS "San Francesco da Paola" di Brescia fino al raggiungimento della massima età consentita dalla federazione per le formazioni miste.
Nel 1998, all'età di 14 anni, si tessera con l'AC Botticino Femminile, società che al tempo milita nella Serie C Lombardia, con cui resta per due stagioni, facendosi notare per le sue caratteristiche dall'Orobica Calcio Femminile che le propone un contratto per passare in nerazzurro.
Zizioli inizia a giocare con le bergamasche dalla stagione 2000-2001, conquistando alla sua seconda stagione il passaggio alla Serie B e in quella successiva, la 2002-2003, il primo posto nel girone A, acquisendo il diritto di disputare la Serie A2, secondo livello del campionato italiano femminile di calcio, con la società che da quel momento muterà la sua ragione sociale in Atalanta. Altre due stagioni e nella seconda, 2004-2005, conquista il vertice nel girone A della Serie A2 venendo promossa in Serie A. Da quel momento con le nerazzurre rimarrà sempre nella massima serie giocando fino alla stagione 2007-2008, al termine della quale considera conclusa la sua esperienza con otto campionati disputati.
Nell'estate 2008 viene infatti contattata dalla dirigenza del Brescia che sta disputando la Serie A2 con l'intenzione di costituire una squadra che possa puntare alla massima serie. Zizioli decide quindi di affrontare questa nuova sfida che la premierà a fine campionato conquistando la sua seconda Serie A della carriera con due diverse società. Con le Rondinelle riuscirà a conquistare il titolo di capitano e prima, nel 2012-2013, la Coppa Italia, poi, il campionato successivo (2013-2014) il suo primo scudetto.
Al termine della stagione 2014-2015 decide di dare l'addio al calcio giocato rimanendo nell'organico della società accettando il ruolo di Team Manager fino al termine del campionato 2016-2017
Con la stagione 2017/2018 sposa il progetto della 3Team Brescia Calcio e rimette gli scarpini per conquistare il campionato regionale di serie D; parallelamente inizia a collaborare con il settore giovanile, nel quale ricopre il ruolo di allenatrice della categoria Esordienti.

## Palmarès

### Club
- Campionato italiano: 1

Brescia: 2013-2014
- Coppa Italia: 2

Brescia: 2011-2012, 2014-2015
- Supercoppa italiana: 1

Brescia: 2014